# Canton de Baie-Mahault-2
Le canton de Baie-Mahault-2 est une circonscription électorale française située dans le département et région de la Guadeloupe.

## Histoire
Un nouveau découpage territorial de la Guadeloupe entre en vigueur à l'occasion des premières élections départementales suivant le décret du 24 février 2014. Les conseillers départementaux sont, à compter de ces élections, élus au scrutin majoritaire binominal mixte. Les électeurs de chaque canton élisent au Conseil départemental, nouvelle appellation du Conseil général, deux membres de sexe différent, qui se présentent en binôme de candidats. Les conseillers départementaux sont élus pour 6 ans au scrutin binominal majoritaire à deux tours, l'accès au second tour nécessitant 12,5 % des inscrits au 1er tour. En outre la totalité des conseillers départementaux est renouvelée. Ce nouveau mode de scrutin nécessite un redécoupage des cantons dont le nombre est divisé par deux avec arrondi à l'unité impaire supérieure si ce nombre n'est pas entier impair, assorti de conditions de seuils minimaux. Dans la Guadeloupe, le nombre de cantons passe ainsi de 40 à 21.
Le canton de Baie-Mahault-2 est formé de deux fractions communales, de Petit-Bourg et Baie-Mahault. Il est entièrement inclus dans l'arrondissement de Basse-Terre. Le bureau centralisateur est situé à Baie-Mahault.

## Représentation
| Période élective | Période élective | Mandat | Mandat   | Identité           | Nuance | Nuance | Qualité |
| ---------------- | ---------------- | ------ | -------- | ------------------ | ------ | ------ | --- |
| 2015             | 2021             | 2015   | 2021     | Julianna Gerty Dan |        | DVG    | Infirmière au CHU de Pointe-à-Pitre Adjointe au maire de Baie-Mahault, membre du GUSR                                                                                  |
| 2015             | 2021             | 2015   | 2021     | David Nébor        |        | DVG    | Cadre territorial Ancien conseiller régional 2ème Adjoint au maire de Petit-Bourg, membre du GUSR                                                                      |
| 2021             | 2028             | 2021   | en cours | Guy Losbar         |        | DVG    | Chef d'entreprise Président du conseil départemental, maire de Petit-Bourg (2008-2021), membre du GUSR, ancien conseiller général du canton de Petit-Bourg (2004-2015) |
| 2021             | 2028             | 2021   | en cours | Sabrina Roger      |        | DVG    | Professeure, membre du GUSR |

### Résultats détaillés

#### Élections de mars 2015
À l'issue du 1er tour des élections départementales de 2015, deux binômes sont en ballottage : Julianna Gerty Dan et David Nébor (DVG, 55,03 %) et Richard Nébor et Sylviane Rodrigues (PS, 22,09 %). Le taux de participation est de 38,67 % (6 104 votants sur 15 785 inscrits) contre 44,45 % au niveau départemental et 50,17 % au niveau national.
Au second tour, Julianna Gerty Dan et David Nébor (DVG) sont élus avec 71,92 % des suffrages exprimés et un taux de participation de 35,53 % (3 526 voix pour 5 613 votants pour 15 796 inscrits).

#### Élections de juin 2021
Le premier tour des élections départementales de 2021 est marqué par un très faible taux de participation (33,26 % au niveau national). Dans le canton de Baie-Mahault-2, ce taux de participation est de 28,32 % (4 855 votants sur 17 146 inscrits) contre 30,59 % au niveau départemental. À l'issue de ce premier tour,  le binôme constitué de Guy Losbar et Sabrina Roger (DVC) est élu avec 69,89 % des suffrages exprimés.
Le second tour des élections est marqué une nouvelle fois par une abstention massive équivalente au premier tour. Les taux de participation sont de 34,36 % au niveau national, 37,59 % dans le département et 28,32 % dans le canton de Baie-Mahault-2. Guy Losbar et Sabrina Roger (DVC) sont élus avec 69,89 % des suffrages exprimés (2 923 voix pour 4 855 votants et 17 146 inscrits),,.

## Composition
| Nom                                  | Code Insee | Intercommunalité       | Superficie (km2) | Population (dernière pop. légale)                | Densité (hab./km2) | Modifier                                    |
| ------------------------------------ | ---------- | ---------------------- | ---------------- | ------------------------------------------------ | ------------------ | ------------------------------------------- |
| Baie-Mahault (bureau centralisateur) | 97103      | CA Cap Excellence      | 46,00            | Fraction : 11 649 (2022) Commune : 30 943 (2022) | 673                | modifier les données · modifier les données |
| Petit-Bourg                          | 97118      | CA du Nord Basse-Terre | 129,88           | Fraction : 12 332 (2022) Commune : 24 299 (2022) | 187                | modifier les données · modifier les données |
| Canton de Baie-Mahault-2             | 97105      |                        |                  | 23 981 (2022)                                    |                    | modifier les données                        |

Le canton de Baie-Mahault-2 comprend :
1. La partie de la commune de Baie-Mahault non incluse dans le canton de Baie-Mahault-1 ;
2. La partie de la commune de Petit-Bourg située au nord d'une ligne définie par l'axe des voies et limites suivantes : depuis la limite territoriale de la commune de Lamentin, segment de 2 522 mètres, le cours de la Grande Rivière à Goyaves (direction Sud-Ouest), segment de 994 mètres, le cours de la Petite-Lézarde (direction Nord), le cours de La Lézarde (direction Nord), la route nationale 1 (direction Sud), route de Dubos (direction Est), ligne de 850 mètres, rue du Lycée (direction Est), chemin de la Mangrove, rue Marcel-Nitusgo, segment de 115 mètres prolongé jusqu'au littoral.

## Démographie
En 2022, le canton comptait 23 981 habitants, en évolution de +4,37 % par rapport à 2016 (Guadeloupe : −2,67 %, France hors Mayotte : +2,11 %).
| 2013   | 2018   | 2022   |
| ------ | ------ | ------ |
| 22 744 | 23 959 | 23 981 |